# Mertensophryne schmidti
Mertensophryne schmidti là một loài cóc trong họ Bufonidae. Chúng là loài đặc hữu của Cộng hòa Dân chủ Congo.
Các môi trường sống tự nhiên của chúng là xavan khô, xavan ẩm, đầm nước, đầm nước ngọt, và đầm nước ngọt có nước theo mùa.